# Klasyfikacja naukowa
Klasyfikacja naukowa (łac. classis – oddział + facio – czynię) – podział obiektów, przedmiotów, istot, osób, zjawisk na jednostki klasyfikacyjne według określonych reguł i zasad. Podstawą klasyfikacji jest wprowadzenie jasnych i logicznych kryteriów podziału w oparciu o typowe i unikalne cechy tego, co jest przedmiotem klasyfikacji.
Celem klasyfikacji jest identyfikacja, czyli rozpoznanie określonego obiektu jako należącego do znanej nam klasy obiektów – o poznanych już wcześniej cechach, na podstawie których tę klasę wyróżniliśmy. Przejrzysta klasyfikacja pozwala przewidywać właściwości obiektów na podstawie ich pozycji w systemie. Dzięki takiemu podejściu uzyskujemy wiedzę o tym co jest przedmiotem identyfikacji.
Do identyfikacji służą klucze do oznaczania. Każda uporządkowana według określonych reguł i zasad klasyfikacja jest systemem katalogowania wiedzy o obiektach, ale nie samych obiektów. Z uwagi na uniwersalność klasyfikacji naukowej, można ją odnieść do dowolnej dziedziny.
Klasyfikacja oparta na kluczach jest powszechnie stosowana w różnego typu bazach danych. Klasyfikacja biologiczna jest oparta na jednostkach klasyfikacyjnych noszących nazwę taksonów.
Opisywanie taksonów oraz włączanie ich w system kategorii taksonomicznych jest przedmiotem taksonomii. Zasady i metody klasyfikowania przyjęte w klasyfikacji biologicznej zostały utrwalone na drodze tradycji naukowej zapoczątkowanej przez Karola Linneusza. Z matematycznego punktu widzenia tradycja ta nie ma jednak odpowiednich podstaw.

## Kategorie klasyfikacji
Z uwagi na stosowane kryteria, klasyfikacje można podzielić na:
- naturalne – czyli odnoszące się do niepowierzchownych cech tego, co jest przedmiotem klasyfikacji,
- sztuczne – czyli nie odnoszące się do żadnych konkretnych cech tego, co jest przedmiotem klasyfikacji; klasyfikacje takie powstają poprzez tworzenie kategorii będących negacjami istniejących już kategorii.
- nienaturalne – czyli odnoszące się do powierzchownych cech tego, co jest przedmiotem klasyfikacji.

- Przykładem podziału naturalnego w naukach biologicznych jest podział kręgowców na skrzelodyszne, płucodyszne i dwudyszne.

Podział ten jest oparty na własnościach funkcjonalnych narządów i układów oddechowych kręgowców, które są typowymi dla wyodrębnionych grup organizmów.
- Przykładem podziału sztucznego w naukach biologicznych jest podział:
  - organizmów na eukarionty i prokarionty, choć faktycznie różnice w budowie komórki obu grup dotyczą nie tylko obecności jądra komórkowego
  - zwierząt na kręgowce i bezkręgowce.

Choć bezkręgowce posiadają wiele istotnych cech, których nie posiadają kręgowce, to żadna z nich nie stanowi kryterium podziału, ze względu na trudności wyodrębnienia cech typowych dla całej grupy. Taki podział sugeruje wspólne korzenie ewolucyjne niespokrewnionych ze sobą taksonów i prowadzi do utrwalenia fałszywego obrazu ewolucji zwierząt. We współczesnych klasyfikacjach biologicznych wśród bezkręgowców wyróżnia się ponad 30 typów zwierząt, wśród których można wyodrębnić takie, które są bardziej spokrewnione z kręgowcami, niż z innymi bezkręgowcami.
- Przykładem podziału nienaturalnego w naukach biologicznych jest podział ssaków łożyskowych na parzystokopytne i nieparzystokopytne oraz podział selekcji na dobór naturalny i dobór sztuczny. Podobnie jak w poprzednim przykładzie taki podział prowadzi do utrwalenia fałszywego obrazu ewolucji.

Innymi przykładami klasyfikacji, które nie są naturalne jest: Polska Klasyfikacja Wyrobów i Usług (PKWiU) oraz Klasyfikacja Środków Trwałych (KŚT).

## Zarys historyczny
- Za prekursorów klasyfikacji naukowej uznaje się Arystotelesa oraz jego ucznia i przyjaciela Teofrasta, którzy zapoczątkowali w IV w. p.n.e. podział organizmów żywych.

Według Arystotelesa atomem logiki jest pojęcie, które odpowiada istniejącej w świecie rzeczywistym kategorii (rodzajowi). Pojęcie wprowadza definicja (ὁρισμός horismos) wskazująca nadrzędny rodzaj oraz różnicę gatunkową. Np. w definicji człowieka jako „istoty rozumnej” – „istota” jest nazwą nadrzędnej kategorii, a „rozumna” określa właściwość, która wyróżnia człowieka spośród innych istot. Arystoteles wprowadził do języka termin kategoria, a następnie wyróżnił dziesięć kategorii: kategorię substancji i dziewięć kategorii przypadłościowych.
- Substancja (substancja konkretna, „coś”) – np. ta oto książka
- Kategorie przypadłościowe:
  - 1.ilość – np. mały
  - 2.jakość – np. czerwony
  - 3.stosunek (relacja) – np. jest mniejszy
  - 4.miejsce – np. Mandżurii
  - 5.czas – np. wczoraj
  - 6.położenie – np. stoi
  - 7.posiadanie – np. jest ubrany
  - 8.działanie – np. chodzi
  - 9.doznawanie – np. jest mu zimno

Arystoteles dokonał tego podziału na drodze rozróżnienia między podmiotem zdania (którymi jest substancja) a jego orzeczeniem (którymi są kategorie przypadłościowe) i analizy orzeczeń greckich, która doprowadziła do powstania listy kategorii przypadłościowych. Współcześnie arystotelesowskiego podziału kategorii nie uznaje się przeważnie ani za wyczerpujący i spójny, ani za zgodny z naturą języka, ale dał on podstawy do dalszych analiz pojęcia kategorii.
Spośród poglądów pozaarystotelesowskich szczególne znaczenie mają poglądy Immanuela Kanta oraz badania logików i filozofów polskich XX wieku. Kant w sporze, czy kategorie istnieją poza umysłem (jak głosił Arystoteles) czy w umyśle zajął drugie stanowisko – głosił, że kategorie istnieją tylko w umyśle i są sposobami, w jaki porządkuje on doświadczenie, sprowadzając tym samym analizę pojęcia kategorii do analizy struktury myślenia. Poza sporami o transcendentność kategorii, znaczenie miał spór o ich liczbę – spośród różnych kategorii przedmiotów (jak relacja, stan rzeczy, proces, rzecz itp.) niektórzy filozofowie próbowali sprowadzać jedne do drugich – szczególnie jaskrawym przypadkiem jest tu reizm Tadeusza Kotarbińskiego, który wyróżniał tylko jedną kategorię przedmiotów, jaką była kategoria rzeczy. Innym istotnym zagadnieniem była relacja Boga do pojęcia kategorii – czy jest on substancją, czy stanowi samodzielną kategorię, czy też może przekracza kategorie. Logicy polscy podjęli pogłębione analizy arystotelesowskiej koncepcji kategorii, tworząc gramatykę kategorialną.
- Podział zapoczątkowany przez Arystotelesa w naukach przyrodniczych został utrwalony w XVIII w. przez Karola Linneusza, który wyodrębnił dwa królestwa: zwierzęta i rośliny. Karol Linneusz opisał około 10 tys. gatunków roślin i około 6000 gatunków zwierząt oraz upowszechnił binominalne nazewnictwo gatunków.

Jeszcze w pierwszej połowie XX wieku klasyfikację zaproponowaną przez Linneusza uznawano za aktualną, a jej pozostałości widać wciąż w podziałach nauk biologicznych (botanika i zoologia, taksonomia roślin i taksonomia zwierząt itp.). Z uwagi na to, że szereg podziałów jakie zostały zastosowane w klasyfikacji organizmów żywych ma charakter sztuczny, klasyfikacji tej nie można uznać za naturalną.
- W roku 1945 dwaj Amerykanie, Samuel Eilenberg i Saunders Mac Lane opublikowali pionierską pracę, w której wprowadzili główne pojęcia teorii kategorii (czyli przede wszystkim kategorie oraz ich odwzorowania nazywane funktorami)[5][6]. Teoria kategorii jest nie tylko dziedziną nauki, lecz także pewnym sposobem myślenia oraz wyrażania zależności pomiędzy różnymi obiektami matematycznymi[7]. Z uwagi na to, że obiekty matematyczne służą do modelowania rzeczywistości, dalszy rozwój teorii kategorii może posłużyć również do kategoryzacji wiedzy o otaczających nas między innymi obiektach, przedmiotach, istotach i zjawiskach. Teoriokategoryjny sposób pojmowania rzeczywistości matematycznej różni się znacznie od tego, który oferuje teoria mnogości. Wprawdzie to na gruncie tej ostatniej sformalizowano współczesną matematykę, lecz wielu uważało teorię kategorii za godną uwagi alternatywę. Teoria kategorii z powodzeniem zaczyna być wykorzystywana w informatyce[8]. Ponadto dzięki rozwojowi programowania obiektowego, a w szczególności wprowadzenia do niego elementów dziedziczenia oraz polimorfizmu możliwe staje się spojrzenie na klasyfikację obiektów w inny sposób[9][10]. Klasy obiektów tworzone w informatyce mają jednak jeszcze w dużym stopniu charakter umowny, co sprawia, że klasyfikacji informatycznych nie można traktować jako naukowe.

- W 1977 amerykański mikrobiolog i fizyk Carl Woese oraz badacz z University of Houston, George Edward Fox rozpoczęli badania rRNA, w wyniku których wyłonili trzy linie ewolucyjne organizmów. Nazwali je: eubacteria, archaebacteria i urkaryotes[11].

- W 1990 Carl Woese przedstawił argumenty dla koncepcji podziału życia na Ziemi na trzy grupy, które nazwał domenami Archaea, Bacteria i Eucarya[12].

- Obecnie klasyfikacja biologiczna, głównie ze względu na szybki rozwój genetyki ulega znacznym przeobrażeniom. Tworzenie genetycznych baz danych pozwala na ujęcie zebranych informacji o genach jako obiektów będących instancjami samych genów.

## Składnia klasyfikacji
Dowolna klasyfikacja:
- obejmuje elementy, które mogą być obiektami, przedmiotami, istotami, osobami, zjawiskami tworzącymi klasę,
- oparta jest na podziale lub podziałach, przeprowadzonych według mniej lub bardziej precyzyjnie określonych kryteriów, które tworzą relacje ze zbiorami elementów przynależących do klasy,
- odnoszona jest do wyróżnionych własności i właściwości elementów tworzących klasę.

Dowolna klasyfikacja jest oparta na kategoriach pojęć.

## Ujęcie matematyczne
Kategoria {\displaystyle {\mathfrak {A}}} to trójka {\displaystyle ({\mathfrak {A}}^{0},\mathrm {Mor} ^{\mathfrak {U}},v^{\mathfrak {A}})} w której:
- {\displaystyle {\mathfrak {A}}^{0}} jest klasą, której elementy nazywamy obiektami,
- {\displaystyle \mathrm {Mor} ^{\mathfrak {U}}} to funkcja, która każdej parze obiektów {\displaystyle (A,B)} przyporządkowuje zbiór {\displaystyle \mathrm {Mor} ^{\mathfrak {A}}(A,B);} elementy tego zbioru nazywamy morfizmami z {\displaystyle A} do {\displaystyle B,}
- {\displaystyle v^{\mathfrak {A}}} to funkcja, która każdej trójce obiektów {\displaystyle (A,B,C)} przyporządkowuje przekształcenie

{\displaystyle v_{A,B,C}^{\mathfrak {A}}:\mathrm {Mor} ^{\mathfrak {A}}(A,B)\times \mathrm {Mor} ^{\mathfrak {A}}(B,C)\longrightarrow \mathrm {Mor} ^{\mathfrak {A}}(A,C);}
jeśli {\displaystyle \alpha \in \mathrm {Mor} ^{\mathfrak {A}}(A,B)} oraz {\displaystyle \beta \in \mathrm {Mor} ^{\mathfrak {A}}(B,C),} to {\displaystyle v_{A,B,C}^{\mathfrak {A}}(\alpha ,\beta )} nazywane jest złożeniem morfizmów {\displaystyle \alpha } i {\displaystyle \beta } i jest też oznaczane przez {\displaystyle \beta \alpha .}
Wymaga się też, że dla wszystkich obiektów {\displaystyle A,B,C,D\in {\mathfrak {A}}} mamy:
- jeśli {\displaystyle (A',B')\neq (A,B),} to {\displaystyle \mathrm {Mor} ^{\mathfrak {A}}(A,B)\cap \mathrm {Mor} ^{\mathfrak {A}}(A',B')=\emptyset ,}
- jeśli {\displaystyle \alpha \in \mathrm {Mor} ^{\mathfrak {A}}(A,B),\ \beta \in \mathrm {Mor} ^{\mathfrak {A}}(B,C)} oraz {\displaystyle \gamma \in \mathrm {Mor} ^{\mathfrak {A}}(C,D),} to

{\displaystyle \gamma (\beta \alpha )=(\gamma \beta )\alpha ,}
- istnieje morfizm {\displaystyle i_{A}\in \mathrm {Mor} ^{\mathfrak {A}}(A,A)} taki, że każdego obiektu {\displaystyle B\in {\mathfrak {A}}^{0}} mamy

{\displaystyle (\forall \alpha \in \mathrm {Mor} ^{\mathfrak {A}}(A,B))(i_{B}\alpha =\alpha )} oraz {\displaystyle (\forall \beta \in \mathrm {Mor} ^{\mathfrak {A}}(B,A))(\beta i_{B}=\beta ).}

## Przykłady morfizmów i kategorii
Każda kategoria jest określana przez jej obiekty i morfizmy pomiędzy nimi. Wszystkie obiekty współtworzące kategorię przynależą do tej samej klasy.
Przykładami odrębnych kategorii są:
- nauka, religia, sztuka;
- zadanie, decyzja, cel;
- epika, liryka, dramat.

Morfizmem w ujęciu matematycznym jest funkcja, która każdej parze obiektów przynależących do danej klasy przyporządkowuje zbiór przekształceń.
Elementy tego zbioru nazywane są morfizmami z A do B.
Same funkcje mogą być traktowane jako obiekty nie przynależące do tej klasy.
Przykładami morfizmu są:
- przyporządkowanie każdym dwóm elementom przynależnym do wspólnej klasy cechy rozróżnialności,
- przyporządkowanie każdym dwóm organizmom przynależnym do wspólnej klasy cechy posiadania dwóch par kończyn,
- przyporządkowanie każdym dwóm liczbom przynależnym do wspólnej klasy cechy podzielności przez 5,

## Cechy obiektów
Każdy obiekt niezależnie od tego do jakiej klasy przynależy posiada pewne cechy.
Cechami obiektów są przyporządkowane obiektom zbiory innych obiektów, które same nie są elementami przynależącymi do tej klasy.
- Zbiór cech obiektów, które są specyficzne dla nich samych określa ich naturę.
- Zbiór cech obiektów, które są wspólne dla wszystkich obiektów tworzących klasę określa ich własności.
- Zbiór cech obiektów, które są wspólne dla obiektów przynależących do różnych klas określa ich właściwości.
  - Przykładowo naturę liczby 7 określa jej podzielność tylko przez 7 oraz przez 1.
    - Naturę wody określa występowanie jej w trzech stanach skupienia: lodu, wody i pary wodnej.

  - Wszystkie liczby, które są podzielne tylko przez siebie oraz przez 1 tworzą zbiór liczb pierwszych a wspólne cechy podzielności tych liczb są ich własnościami.
    - Organizmy żywe, które posiadają między innymi następujące cechy wspólne:
      - tkankę kostną,
      - dwuboczną symetrię ciała z dobrze wyodrębnioną głową,
      - czaszkę,
      - kręgosłup,
      - dwie pary kończyn, zaliczane są do kręgowców[14]. Wspólne cechy są własnościami kręgowców. Morfizm elementów w zbiór własności tworzy typ.

  - Chloroplast(ciałko zieleni) występuje zarówno w roślinach, jak i w glonach. Z uwagi jednak na to, że rośliny mają budowę tkankową a glony plechową, nie można posiadania przez te organizmy chloroplastu uznać za ich własność[15]. Stąd posiadanie przez te organizmy chloroplastu jest ich właściwością. Właściwości tworzą podzbiory, które są wspólne dla zbiorów przynależnych do różnych klas. Morfizm elementów w zbiór właściwości tworzy rodzaj.
    - Wszystkie liczby, które są podzielne przez 5 mają w swoim zapisie w rzędzie jedności cyfrę 0 lub cyfrę 5. Cecha podzielności liczb przez pięć nie dotyczy tylko liczb pierwszych, ale również liczb naturalnych i całkowitych. Liczby całkowite obejmują liczby naturalne {\displaystyle \mathbb {N} _{+}=\{1,2,3,\dots \},} liczby przeciwne do nich {\displaystyle \{-1,-2,-3,\dots \}} oraz liczbę zero. Cecha podzielności przez 5 jest zatem właściwością liczb całkowitych, które mają w swoim zapisie w rzędzie jedności cyfrę 0 lub cyfrę 5.[16] W ujęciu klasyfikacyjnym liczby przeciwne do liczb naturalnych są przykładem klasyfikacji nienaturalnej. Przykładowo otrzymanie ujemnych temperatur nie jest możliwe. Traktując temperaturę klasycznie jako miarę średniej energii kinetycznej cząsteczek, nie można uzyskać energii kinetycznej mniejszej niż zero – jeżeli cząsteczki nie poruszają się, nie mogą poruszać się wolniej. W ujęciu klasyfikacyjnym liczba zero jest przykładem klasyfikacji sztucznej. W starożytnej Grecji status zera jako liczby budził kontrowersje: pytano “czy nic może być czymś”? Kwestia ta wiązała się z filozoficzną dysputą dotyczącą możliwości istnienia próżni. Niejasna interpretacja zera stała się też jedną z podstaw sformułowania paradoksów Zenona z Elei[17].Zero jest uznawane za element neutralny dodawania; najmniejsza nieujemna liczba. To, czy zero jest uznawane za liczbę naturalną, jest kwestią umowy – czasem włącza się, a czasem wyklucza się je z tego zbioru. Zero nie jest ani liczbą pierwszą ani liczbą złożoną.

- - Zeru w systemach pozycyjnych przypisuje się znaczenie cyfry, czyli znaku pozycyjnego, stąd też termin ten nie jest jednoznaczny.

Stosując konsekwentnie zasady klasyfikacji, wśród kategorii można więc wyróżnić:
- - klasę wszystkich zbiorów: mówienie o zbiorze wszystkich zbiorów prowadzi do antynomii (paradoks zbioru wszystkich zbiorów), dlatego wszystkie zbiory tworzą klasę właściwą,
  - klasę wszystkich funkcji,
  - klasę wszystkich cech.

Ponieważ definicja klasy stosowana w matematyce jest ujmowana na kilka sposobów, może się okazać, że każda z nich odnosi się do innego typu.

## Klasyfikacje semiologiczne
Badania semiologiczne prowadzone między innymi przez Ferdinanda de Saussure’a, Rolanda Barthesa, Umberto Eco i Pierre’a Guirauda skierowane były na wyodrębnienie pojęć analitycznych, które uchodzą a priori za dostatecznie ogólne, aby mogły umożliwić prowadzenie badań semiologicznych. Badania te umożliwiły wyodrębnienie różnych, dychotomicznych pojęć, do których zaliczane są między innymi:
- język i mówienie,
- syntagma i system,
- denotacja i konotacja.

Roland Barthes wyraził jednak opinię, że w świetle prowadzonych badań podział dychotomiczny może okazać się niepełny.
Z uwagi na to, że semiologia zajmuje się badaniem różnych kodów znakowych, do badań semiologicznych można włączyć również badania obejmujące klasyfikacje naukowe.

## Klasyfikacja instrumentów muzycznych
Klasyfikacja Hornbostela-Sachsa (lub Sachsa-Hornbostela) jest systemem podziału instrumentów muzycznych opracowanym przez Ericha Moritza von Hornbostela i Curta Sachsa i pierwszy raz opublikowanym w czasopiśmie „Zeitschrift für Ethnologie” w 1914 roku. System Hornbostela-Sachsa jest obecnie najpowszechniej stosowanym kryterium podziału instrumentów muzycznych.
Struktura systemu Hornbostela-Sachsa oparta jest na klasyfikacji dziesiętnej Deweya. Podstawą jest pięć kategorii dzielących instrumenty muzyczne, w zależności od rodzaju źródła dźwięku:
- Chordofony – instrumenty, w których wibratorem jest napięta struna,
- Aerofony – instrumenty, w których wibratorem jest drgające powietrze,
- Membranofony – instrumenty, w których wibratorem jest napięta membrana,
- Idiofony – instrumenty, w których wibratorem jest ciało stałe mające własną sprężystość,
- Elektrofony – instrumenty, w których wibratorem jest membrana głośnika, a źródłem drgań pobudzających wibrator układ elektryczny.

Kolejne podziały poszczególnych grup kategoryzują instrumenty muzyczne według sposobu pobudzania wibratora (np. szarpanie, pocieranie, uderzanie, dęcie) oraz konstrukcji instrumentu.